# Neues Deutschland

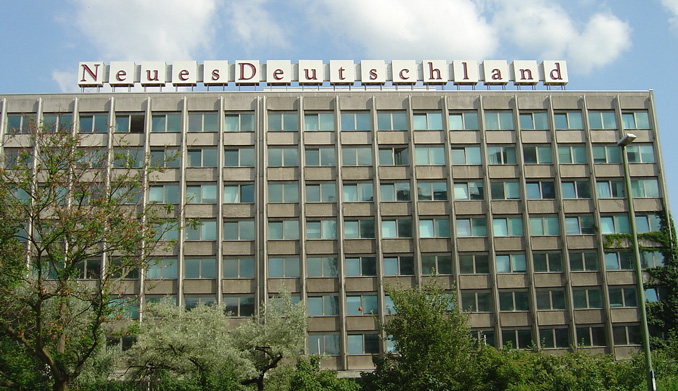
Будівля видавництва газети «Neues Deutschland» в Берліні

«Neues Deutschland» (нім. Neues Deutschland  — «Нова Німеччина», скорочено ND) — щоденна німецька газета. Поцизіонує себе як щоденна соціалістична газета. 

## Історія
«Neues Deutschland» була допущена окупаційною владою до друку в 1946 на хвилі об'єднання в Совєцькій зоні окупації Німеччини Соціал-демократичної партії Німеччини і Комуністичної партії Німеччини в Соціалістичну єдину партію Німеччини. Перший номер центрального органу СЄПН побачив світ 23 квітня 1946 незабаром після установчого з'їзду партії. Газети СДПН «Дас Фольк» і КПН «Дойче Фольксцайтунг» припинили своє існування. 
У НДР газета була одним з найбільш важливих інструментів пропаганди, що використовувалися СЄПН і Радою Міністрів НДР. Газета повністю концентрувалася на висвітленні діяльності керівництва партії і держави. Доходило до того, що в одному єдиному номері за 16 березня 1987, що висвітлював відкриття Лейпцизького ярмарку, була опублікована 41 фотографія голови Державної ради і генерального секретаря СЄПН Еріха Гонеккера. Впливову посаду головного редактора газети займали партійні і державні чиновники вищого рангу: Рудольф Ґернштадт, Ґеорг Штиб, Герман Аксен, Йоахім Герман і Ґюнтер Шабовскі. Від інших друкованих видань «Neues Deutschland» вигідно відрізнялася великим форматом і високою якістю паперу і друку. 
До об'єднання Німеччини «Neues Deutschland» виходила накладом в один мільйон примірників і займала друге місце за накладом серед щоденних газет НДР після молодіжної газети «Юнге Вельт». Після падіння Берлінської стіни тираж «Neues Deutschland» поступово знизився і становить нині близько 43 тисяч. Більшості її сучасних читачів вже перевалило за шістдесят.  